# Patxi Andión
Patxi Andión (Madrid, 6 de outubro de 1947 – Cubo de la Solana, 18 de dezembro de 2019) foi um cantautor, músico e ator espanhol.

## Em Portugal
Patxi Andion foi revelado em Portugal em 1969, pelo programa Zip-Zip.
Das duas primeiras vezes que tentou cantar em Portugal, a PIDE expulsou-o do país. Ary dos Santos traduziu para português algumas das suas canções que foram gravadas por Tonicha, ainda antes da Revolução de 25 de Abril de 1974.
Em Portugal actuou pela primeira em 24 de Novembro de 1973 no Cinema-Teatro Monumental. Em 24 de Março de 1974 actuou pela segunda vez em Portugal, no Coliseu dos Recreios de Lisboa superlotado. Foi ovacionado mesmo com agentes da PIDE/DGS a circularem na sala. 
Colaborou com a fadista Ana Moura no seu terceiro disco “Para além da saudade” em 2007.
Em Maio de 2009 atuou na Figueira da Foz, em Lisboa, no Porto e na Guarda.
Em 2013, Patxi Andion regressou a Portugal para apresentar o seu último trabalho Porvenir na Casa da Música e no Centro Cultural de Belém, em dois concertos esgotados.
Em 2017 o músico recebeu a Medalha de Honra da Sociedade Portuguesa de Autores.

## Morte
Andión morreu no dia 18 de dezembro de 2019, aos 72 anos, em um acidente de trânsito, em Cubo de la Solana.